# Stibasoma theotaenia
Stibasoma theotaenia är en tvåvingeart som först beskrevs av Christian Rudolph Wilhelm Wiedemann 1828.  Stibasoma theotaenia ingår i släktet Stibasoma och familjen bromsar. Inga underarter finns listade i Catalogue of Life.